# Thomas Prugger
Thomas Prugger (n. 23 octombrie 1971, San Candido, Trentino-Tirolul de Sud, Italia) este un sportiv ce a reprezentat Italia, medaliat olimpic. A participat la o ediție a Jocurilor Olimpice (1998) în care a câștigat o medalie de argint.

## Participări
Lista de mai jos prezintă principalele competiții la care a participat Thomas Prugger de-a lungul carierei.
- snowboarding at the 1998 Winter Olympics – men's giant slalom[*]